# Aiguille de Tré-la-Tête
L’aiguille de Tré-la-Tête (parfois appelée au pluriel les aiguilles de Tré-la-Tête) est un sommet du sud du massif du Mont-Blanc, formé de quatre cimes réparties entre l'Italie et la France, qui culmine à 3 920 m à l'aiguille Centrale Sud-Est située côté italien.

## Géographie

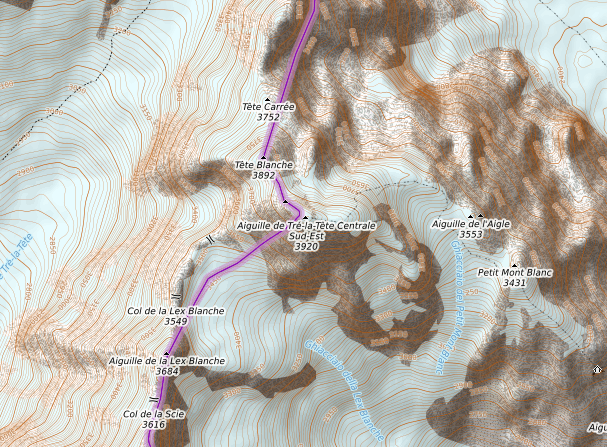
Carte topographique de l'aiguille de Tré-la-Tête.

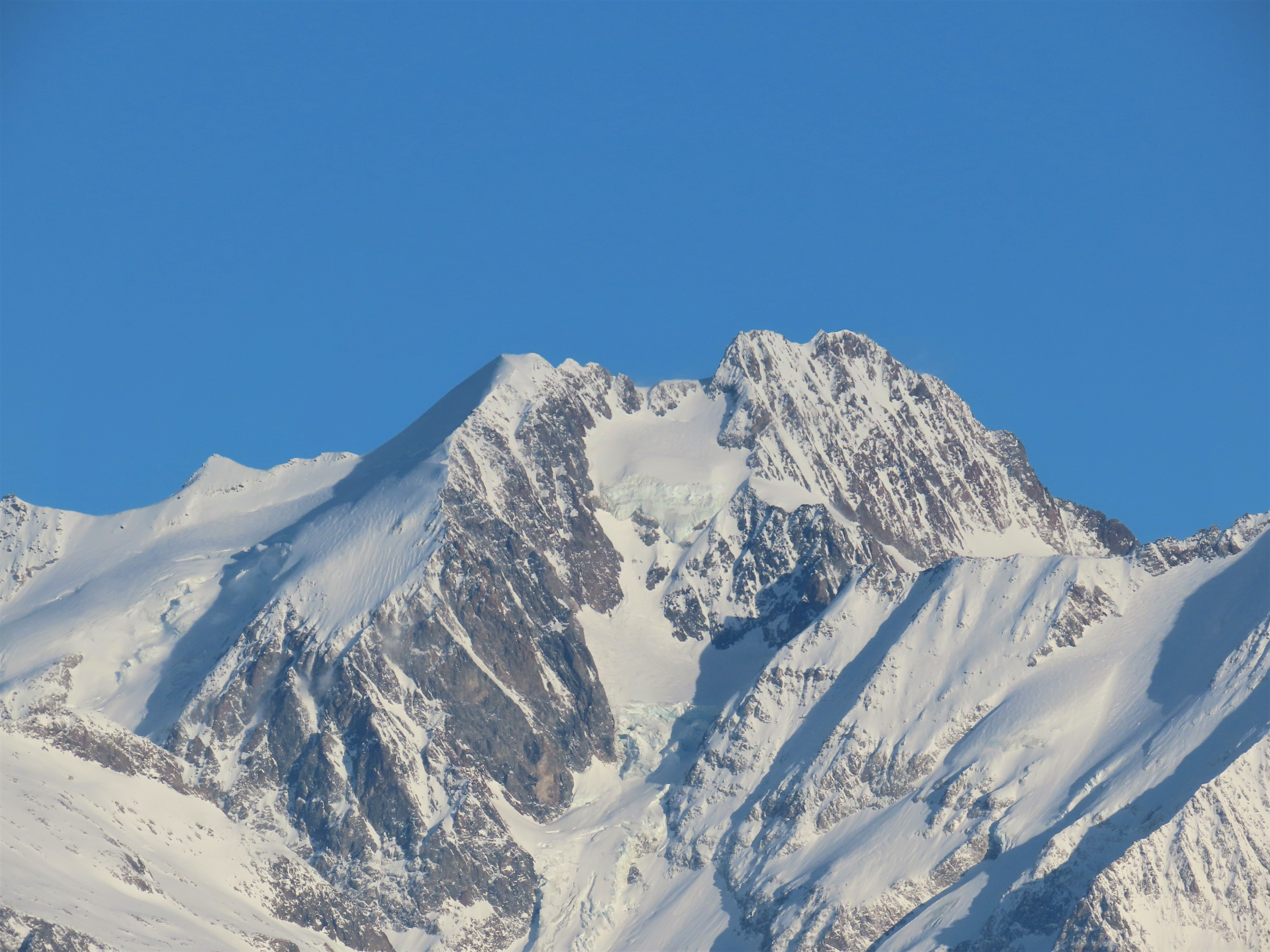
Vue hivernale de l'aiguille de Tré-la-Tête depuis le mont Bisanne au sud-ouest.

L’aiguille de Tré-la-Tête forme un chaînon avec au nord la tête Carrée (3 732 m), au nord-ouest les dômes de Miage (3 673 m), et au sud l'aiguille de la Lée-Blanche (3 697 m). Ce chaînon domine un cirque donnant naissance au glacier de Tré-la-Tête.
L’aiguille de Tré-la-Tête est formée de quatre cimes, disposées approximativement selon un axe nord-ouest - sud-est : 
1. Sur la frontière franco-italienne :
  - l'aiguille Nord ou « tête Blanche » (3 892 mètres),
  - l'aiguille Centrale Nord-Ouest, dite aussi aiguille Centrale sur les cartes italiennes (3 846 mètres) ;
2. Côté italien :
  - l'aiguille Centrale Sud-Est, dite aussi aiguille Méridionale sur les cartes italiennes (point culminant, 3 920[1] ou 3 930[5] mètres),
  - l'aiguille Orientale (3 895 mètres).

Le versant ouest de la montagne fait partie de la réserve naturelle nationale des Contamines-Montjoie.
L'aiguille est entourée d'un important système de glaciers qui rayonnent depuis ses sommets ou s'écoulent à ses pieds : en Italie les glaciers du Miage, du Petit-mont-Blanc, Oriental du Petit-mont-Blanc, de l'Aiguille de Tré-la-Tête orientale et en France le glacier de Tré-la-Tête.

## Accueil de l'émetteur de Radio Mont Blanc
L'aiguille a accueilli de 1979 à 2002 l'émetteur de Radio Mont Blanc, station située à Sarre, qui diffusait vers le Sud-Est de la France et la Suisse romande.